# Чемпіонат Туру WTA 2012, одиночний розряд
Змагання в одиночному розряді тенісного турніру Чемпіонат Туру WTA 2012 проходили в рамках Туру WTA 2012.
Петра Квітова була чинною чемпіонкою, але не захистила свій титул, оскільки знялася з колового турніру через бронхіт. 
Серена Вільямс виграла титул, у фіналі перемігши Марію Шарапову з рахунком 6-4, 6-3.

## Сіяні гравчині
| 1. Вікторія Азаренко (півфінал) 2. Марія Шарапова (фінал) 3. Серена Вільямс (Переможниця) 4. Агнешка Радванська (півфінал) | 1. Анджелік Кербер (коловий турнір) 2. Петра Квітова (коловий турнір, знялась) 3. Сара Еррані (коловий турнір) 4. Н Лі (коловий турнір) |

### Запасні
| 1. Саманта Стосур (коловий турнір) | 1. Маріон Бартолі (не грала) |

## Основна сітка

### Легенда
| - Q = Кваліфаєр - WC = Вайлд-кард - LL = Щасливий лузер | - Alt = Заміна - SE = Виняток - PR = Захищений рейтинг | - w/o = Без гри - r = Зняття - d = Присуджено перемогу |

### Фінальна частина
|  | Півфінали | Півфінали          | Півфінали      | Півфінали | Півфінали |                |                | Фінал | Фінал | Фінал | Фінал | Фінал |
|  |           |                    |                |           |           |                |                |       |       |       |       |       |
|  | 3         | Серена Вільямс     | 6              | 6         |           |                |                |       |       |       |       |       |
|  | 4         | Агнешка Радванська | 2              | 1         |           |                |                |       |       |       |       |       |
|  | 4         | Агнешка Радванська | 2              | 1         |           | 3              | Серена Вільямс | 6     | 6     |       |       |       |
|  |           |                    |                |           |           | 3              | Серена Вільямс | 6     | 6     |       |       |       |
|  |           | 2                  | Марія Шарапова | 4         | 3         |                |                |       |       |       |       |       |
|  | 2         | 2                  | Марія Шарапова | 4         | 3         | Марія Шарапова | 6              | 6     |       |       |       |       |
|  | 2         |                    |                |           |           | Марія Шарапова | 6              | 6     |       |       |       |       |
|  | 1         | Вікторія Азаренко  | 4              | 2         |           |                |                |       |       |       |       |       |

### Рожева група
|   |                   | В Азаренко       | С Вільямс | А Кербер         | Н Лі      | Матчів В-П | Сетів В-П | Геймів В-П | Положення |
| 1 | Вікторія Азаренко |                  | 4-6, 4-6  | 611-7, 7-62, 6-4 | 7-64, 6-3 | 2-1        | 4-3       | 40-38      | 2         |
| 3 | Серена Вільямс    | 6-4, 6-4         |           | 6-4, 6-1         | 7-62, 6-3 | 3-0        | 6-0       | 37-22      | 1         |
| 5 | Анджелік Кербер   | 7-611, 62-7, 4-6 | 4-6, 1-6  |                  | 4-6, 3-6  | 0-3        | 1-6       | 29-43      | 4         |
| 8 | Н Лі              | 64-7, 3-6        | 62-7, 3-6 | 6-4, 6-3         |           | 1-2        | 2-4       | 30-33      | 3         |

За рівної кількості очок положення визначається: 1) Кількість перемог; 2) Кількість матчів; 3) Якщо двоє тенісисток після цього ділять місце, особисті зустрічі; 4) Якщо троє тенісисток після цього ділять місце, кількість виграних сетів, кількість виграних геймів; 5) Рішення організаційного комітету.

### Біла група
|   |                              | М Шарапова             | А Радванська            | Квітова С Стосур            | С Еррані                    | Матчів В-П | Сетів В-П | Геймів В-П | Положення |
| 2 | Марія Шарапова               |                        | 5-7, 7-5, 7-5           | 6-0, 6-3 (w/ С Стосур)      | 6-3, 6-2                    | 3-0        | 6-1       | 43-25      | 1         |
| 4 | Агнешка Радванська           | 7-5, 5-7, 5-7          |                         | 6-3, 6-2 (w/ П Квітова)     | 6-7, 7-5, 6-4               | 2-1        | 5-3       | 48-40      | 2         |
| 6 | Петра Квітова Саманта Стосур | 0-6, 3-6 (w/ С Стосур) | 3-6, 2-6 (w/ П Квітова) |                             | 3-6, 6-2, 0-6 (w/ С Стосур) | 0-1 0-2    | 0-2 1-4   | 5-12 12-26 | 4         |
| 7 | Сара Еррані                  | 3-6, 2-6               | 7-66, 5-7, 4-6          | 6-3, 2-6, 6-0 (w/ С Стосур) |                             | 1-2        | 3-4       | 35-40      | 3         |

За рівної кількості очок положення визначається: 1) Кількість перемог; 2) Кількість матчів; 3) Якщо двоє тенісисток після цього ділять місце, особисті зустрічі; 4) Якщо троє тенісисток після цього ділять місце, кількість виграних сетів, кількість виграних геймів; 5) Рішення організаційного комітету.